# Polowe laboratorium chemiczne PChL
Polowe laboratorium chemiczne PChL – radziecki przyrząd rozpoznania bojowych środków trujących używany między innymi w ludowym Wojsku Polskim.

## Polowe laboratorium chemiczne PChL (PChL-46)
Polowe laboratorium chemiczne PChL stanowiło wyposażenie wojsk chemicznych ludowego Wojska Polskiego w początkowym okresie jego istnienia. Stanowiła je przenośna szafka, w której rozmieszczono odczynniki i zestawy naczyń laboratoryjnych. Posiadały je kompanie obrony przeciwchemicznej wchodzące w skład dywizji i korpusów.
Po wojnie wyposażano laboratorium w nowe odczynniki i szkła laboratoryjne. Zmodernizowane laboratorium chemiczne otrzymało symbol PChL-46. Nie było jednak przygotowane do analizowania prób zawierających środki trujące grupy G. W Wojsku Polskim pojawiło się w latach 50. XX w. Wyposażenie laboratorium nie dawało możliwości wykrywania środków trujących takich jak tabun, sarin i soman. Te braki wyeliminowano po wprowadzeniu do wyposażenia WP polowego laboratorium chemicznego PChL-54.

## Polowe laboratorium chemiczne PChL-54
Polowe laboratorium chemiczne PChL-54 było produkowane również w Polsce przez PPH Przedsiębiorstwo Odczynników Chemicznych  w Gliwicach i wprowadzone do służby w latach 60. XX w. Służyło do wykrywania środków trujących w próbkach dostarczonych do laboratorium. W porównaniu do PChL-46 zmieniono aparaturę i odczynniki. W dalszym ciągu w laboratorium posługiwano się chemicznymi metodami wykrywania i oznaczania środków trujących. Jeszcze w latach 60. laboratorium zostało zmodernizowane do standardu PCh-54M. Nowe laboratorium różniło się od poprzedniego zawartością odczynników i sprzętu laboratoryjnego. Miało też mniejszą masę (20 kg).
Możliwości PChL-54
- ilościowe określanie iperytu siarkowego, iperytów azotowych oraz środków trujących zawierających fosfor i arsen,
- jakościowe określanie alkaloidów,
- jakościowe określanie soli metali ciężkich w wodzie.

## Polowe laboratorium chemiczne PChL-3
Polowe laboratorium chemiczne PChL-3 zostało zaprojektowane w drugiej połowie lat 80. XX w. przez zespół naukowców Wojskowego Instytutu Chemii i Radiometrii. Było przeznaczone do analizy powietrza i próbek materiałów skażonych bojowymi środkami trującymi, środkami dywersyjno-sabotażowymi i toksycznymi kationami. W latach 90. weszło na wyposażenie pododdziałów chemicznych oraz wybranych formacji obrony cywilnej. Laboratorium umożliwia wykrycie i zidentyfikowanie: sarinu, somanu, VX, iperytu, luizytu, adamsytu, chloroacetofenonu, CS, CR, BZ, środków roślinobójczych, estrów butylowych kwasów fenoksyoctowych, alkaloidów, strychniny, weratyny, brucyny, apomorfiny, akonityny oraz toksycznych kationów: ołowiu, talu, selenu, antymonu, arsenu, chromu, rtęci i kadmu. Laboratorium jest wyposażone w odczynniki i sprzęt pozwalający wykonać 25 analiz dla 25 rodzajów środków toksycznych. Okres ich trwałości wynosi 5 lat. 
Budowa laboratorium
Odczynniki i wyposażenie laboratorium znajdują się w metalowej walizce z uchwytem do przenoszenia. Po otwarciu zamków i rozłożeniu skrzynki tworzy się stanowisko pracy, w którym można wyodrębnić skrzydło lewe i prawe oraz stolik. Skrzydło lewe zawiera zasadniczą część odczynników w ampułkach, prawe pozostałą część odczynników oraz sprzęt laboratoryjny i wyposażenie.
Dane taktyczno-techniczne
- masa – 19 kilogramów,
- obsługa – 1 operator,
- czas wykonania pełnej analizy – 35 do 45 minut.